# Karl Bähre
Karl Bähre (* 11. April 1899 in Hannover; † 14. Januar 1960 ebenda) war ein deutscher Wasserballspieler von Wasserfreunde Hannover, der später zum SV Wasserfreunde 1898 Hannover fusionierte.
Mit den Wasserfreunden wurde Bähre 1921, 1922 und 1923 Deutscher Meister, 1927 konnte Bähre seinen vierten Titel gewinnen. 
Bähre gehörte zur deutschen Wasserballnationalmannschaft, als diese nach dem Ersten Weltkrieg wieder am internationalen Sportgeschehen teilnehmen durfte. Bei der Europameisterschaft 1926 gewann die deutsche Mannschaft Bronze hinter Ungarn und Schweden, schied aber im Jahr darauf bereits in der Vorrunde gegen Schweden aus. Bei den Olympischen Spielen 1928 in Amsterdam wurde Bähre mit der deutschen Wasserballmannschaft Olympiasieger.